# Bitou
Bitou – gmina w Republice Południowej Afryki, w Prowincji Przylądkowej Zachodniej, w dystrykcie Eden. Siedzibą administracyjną gminy jest Plettenberg Bay.